# Divergentní myšlení

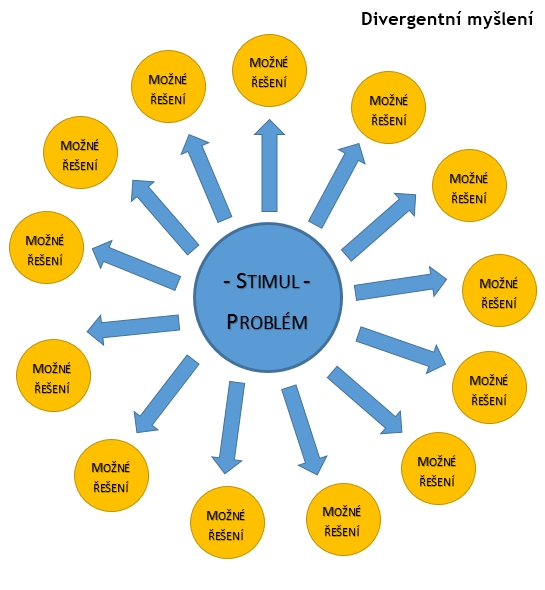
Divergentní myšlení - grafické zobrazení

Divergentní myšlení označuje myšlenkový proces, který vede ke vzniku většího množství originálních řešení problému. Jedná se o myšlení rozbíhavé, kdy stimulus v podobě předloženého problému vyvolá hledání a vytváření různých alternativ. Uplatňuje se zejména, pokud má problém více možných řešení nebo pokud k jeho vyřešení vede několik rozdílných cest. Divergentní myšlení bývá považováno za jeden z významných předpokladů kreativity.
Opakem divergentního myšlení je konvergentní myšlení (sbíhavé), které od počátku směřuje pouze k jednomu správnému či nejlepšímu řešení: Správnému podle názoru tazatele, proto svým způsobem manipulativní a podsouvajicí. Umožňuje vyvozování závěrů na základě logického uvažování.
Zatímco divergentní myšlení tedy spočívá ve vysoké produkci originálních nápadů a myšlenek, podstatou konvergentního myšlení je naopak produkci nápadů a myšlenek omezit na úzkou množinu. (Předem známou?) Tato množina pak obsahuje pouze myšlenky, které nás mohou za pomoci striktního uplatnění logiky a analogie dovést k jednomu správnému řešení.
Množství výzkumů však zdůrazňuje i úlohu, kterou nese konvergentní myšlení v rámci tvořivého procesu a předpokládá, že produkce hodnotných originálních řešení závisí na souhře obou doplňujících se procesů.
Pojmy divergentní a konvergentní myšlení zavedl v 50. letech 20. století americký psycholog Joy Paul Guilford.

## Složky divergentního myšlení
Složky divergentního myšlení vymezil Joy Paul Guilford v rámci své komplexní teorie inteligence následovně:
- Fluence (plynulost) – plynulost toku nápadů, schopnost pohotově vyprodukovat množství myšlenek
- Flexibilita (pružnost) – schopnost významové i obrazové pružnosti a schopnosti transformace myšlenkových schémat
- Originalita (původnost) – schopnost vyprodukovat zcela nová a netradiční řešení
- Elaborace (propracování) - schopnost najít, doplnit a vypracovat funkční detaily, jejichž spojením se vytvoří kompletní řešení problému
- Senzitivita (citlivost) – schopnost identifikovat problém, jehož řešení následně hledáme
- Redefinování (nová interpretace) - změna významu či reorganizace informací, použití starých poznatků novým způsobem

## Testování divergentního myšlení
Úlohy používané pro měření divergentního myšlení jsou charakteristické svojí otevřeností a volně definovaným zadáním. Zároveň pro ně nejsou stanoveny žádné správné ani špatné odpovědi. To umožňuje respondentovi generovat množství řešení a zejména pak vytvářet nové alternativy.
V testech divergentního myšlení se nejčastěji hodnotí:
- originalita – počet unikátních a neobvyklých, statisticky nečetných řešení
- fluence – celkové množství vyprodukovaných řešení
- flexibilita – počet jedinečných myšlenkových kategorií, do kterých jednotlivá řešení spadají

### Guilfordův test neobvyklého použití
Jednou z metod, která se využívá pro měření schopnosti divergentního myšlení je test neobvyklého použití amerického psychologa Joy Paul Guilforda. Testové úlohy vyžadují po respondentovi, aby se pokusil vyjmenovat co nejvíce způsobů využití běžných předmětů, jako jsou např. cihla, kancelářská sponka nebo noviny.
Test neobvyklého použití se skóruje na základě čtyř komponentů. Kromě originality, fluence a flexibility se hodnotí i elaborace. Vysoká míra elaborace se vyznačuje větším množstvím detailů a dokreslení, které se objevují v rámci popisu využití objektu.

## Kritika testů divergentního myšlení
Validita testů, které se využívají k měření divergentního myšlení potažmo tvořivosti, je problematická a jejich metodologie bývá často vystavována kritice.

### Časový limit
Za jeden z metodologických nedostatků testů divergentního myšlení (a tvořivosti) je považován časový limit, který má respondent jasně vyhrazen pro vyplnění jednotlivých sekcí testu. Kritici upozorňují, že ve chvíli, kdy se respondent domnívá, že je mu měřen čas, je jeho schopnost hledat originální řešení je omezena. Hrozí také, že přidělený čas nebude stačit na vyčerpání běžných a očividných řešení a respondent se tak nedostane do fáze, ve které začínají vznikat asociace, za jejichž pomoci jedinec hledá řešení nová a originální.

### Efekt testování
Pokud jsou respondenti informování o tom (nebo mají sami pocit), že jsou testováni, produkují ve většině případů pouze ta nejvíce běžná řešení, u kterých mají pocit, že jim přinesou dobré ohodnocení zkoušejícího. Pokud je těm samým lidem řečeno, že mají na jednotlivé úlohy pohlížet jako na hry, nikoliv na test, objevuje se u nich větší podíl divergentního myšlení a přichází s větším počtem originálních nápadů.

### Skórování
Kritizován je i sklon některých výzkumných studií využívat při skórování testů divergentního myšlení pouze informaci o jeho fluenci. Kritici argumentují, že originalita je mnohem důležitějším předpokladem kreativity než fluence a měl by tak na ní být kladen větší důraz.

## Efekt instrukce "buďte tvořiví" ("Be creative" effect)
Velké množství výzkumů opakovaně ukázalo, že lidé kteří jsou instrukcemi administrátora testu povzbuzeni ke kreativitě - ve smyslu hravosti, originality - dosahují v testech divergentního myšlení lepších výsledků nežli jedinci, kteří tuto instrukci nedostali, případně byli povzbuzeni k fluenci - tj. k vygenerování co největšího počtu odpovědí. Studie Nusbaum, Silvia a Beaty (2014) se pokusila předchozí výzkumy replikovat a uvést tyto poznatky do širšího kontextu, který zahrnuje vztah divergentního myšlení a fluidní inteligence. Výzkumnící odhalili tzv. Matoušův efekt - u respondentů s nízkou fluidní inteligencí měla instrukce k tvořivosti nebo naopak fluenci minimální dopad na kreativitu jejich odpovědí (míru divergentního myšlení). U respondentů s vysokou mírou fluidní inteligence vyvolalo naopak povzbuzení ke kreativitě její mnohonásobně větší nárůst. Autoři hypotetizují, že povzbuzení jedinců s vyšší fluidní inteligencí ke kreativitě pravděpodobně způsobuje zapojení mechanismů, které ostatní lidé nemají v takové míře k dispozici. Charakter těchto mechanismů však zatím nebyl prozkoumán.

## Divergentní myšlení a vzdělávací systém
Současné nastavení vzdělávacího systému je často označováno za jednu z příčin nedostatečné schopnosti divergentního myšlení. Odborná literatura z oblasti psychologie tvořivosti často zdůrazňuje, že dnešní vzdělávací systém má sklon se příliš koncentrovat na hledání jedné správné odpovědí, kterou odměňuje, zatímco špatné odpovědi trestá. Studenti tak často nechtějí riskovat hledání nových cest a alternativních řešení, jelikož tento způsob divergentního uvažování s sebou nese vyšší riziko neúspěchu a trestu. Volí proto bezpečnější, konvergentní cestu k řešení.

### Výukové strategie pro rozvoj divergentního myšlení
V rámci výukových strategií podporující tvořivost studentů doporučují autoři vytvářet prostředí, které bude podněcovat snahu vytvářet nová originální řešení - tj. divergentní myšlení - zároveň však bude brát ohled na jejich přesnost a správnost. V souladu s poznatky dalších výzkumníků je tak kladen důraz na kooperaci divergentního a konvergentního myšlení, přičemž oba procesy by měly za pomoci vzájemného doplňování vést k ideálnímu řešení. David Fontana ve své monografii Psychologie ve školní praxi popisuje nutnost verifikace (ověření) funkčnosti daného řešení. Pokud řešení selže, musí být odmítnuto, dítě by však dle něj mělo být pochváleno za nápaditý pokus. Takové selhání pak může podnítit produkci množství nových nápadů, které jsou dále ověřovány a mohou ve finále vést k žádoucímu a funkčnímu řešení.

### Vliv improvizace na divergentní myšlení
Několik studií (Lewis & Lovatt, 2013; Sowden, Clements et al., 2015) zkoumalo vztah mezi improvizací a mírou divergentního myšlení. Jejich výsledky ukázaly, že pokud jedinci podstoupili krátce před testováním improvizační cvičení v oblasti verbální či umělecké (hudba, drama, tanec), podávali v testech divergentního myšlení lepších výkon. Skupina, která improvizační cvičení podstoupila, dosahovala v porovnání s kontrolní skupinou vyšší skóre ve všech oblastech divergentního myšlení a kreativity – fluenci, flexibilitě i originalitě.